# Wattwil

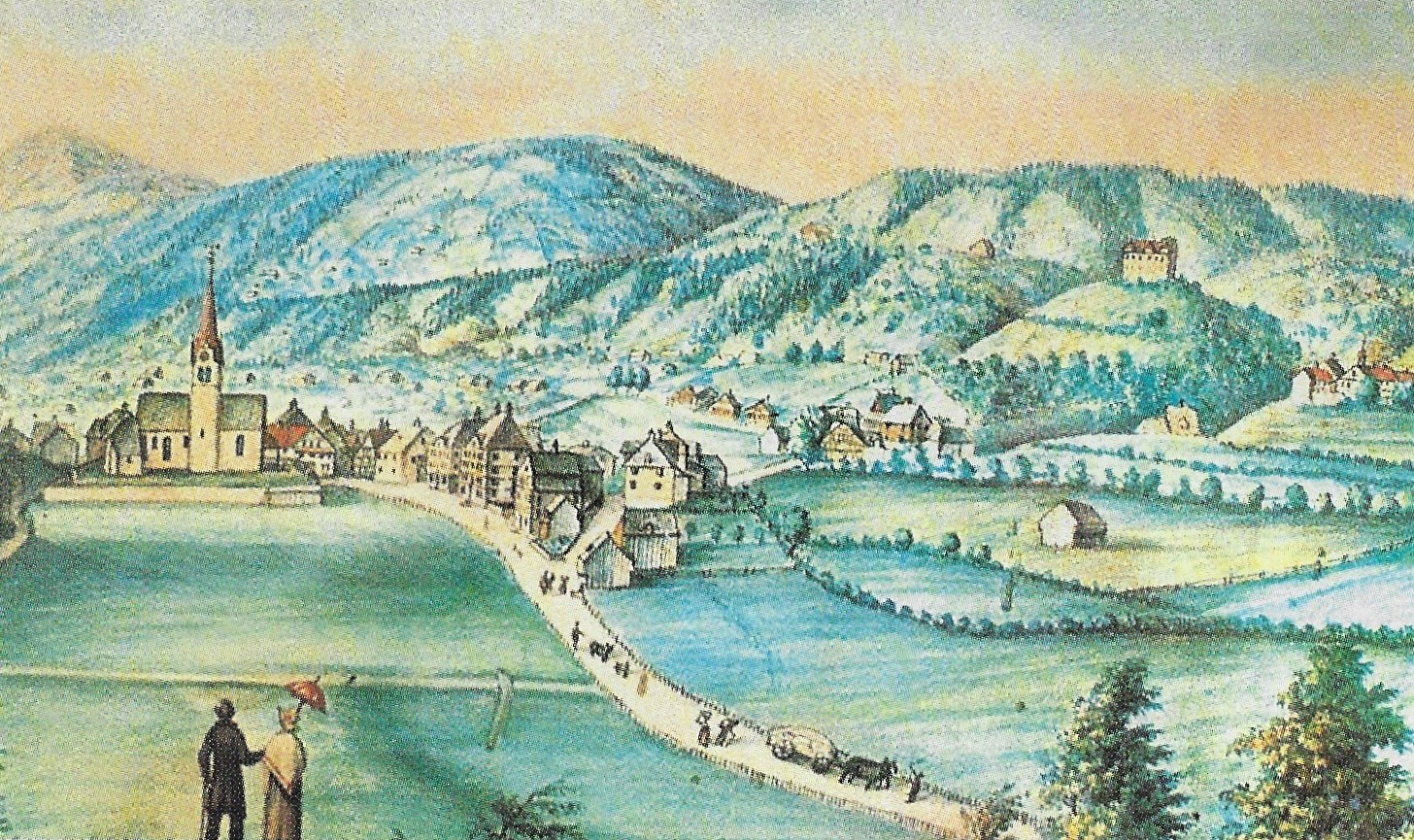
Wattwil um 1820 mit Pfaffen-/Landsgemeindewiese, paritätischer Kirche, Dorf, Schloss Iberg und Kloster (Künstler unbekannt)

Luftbild aus 200 m von Walter Mittelholzer (1919)

Wattwil ist eine politische Gemeinde und eine Ortschaft im Schweizer Kanton St. Gallen.

## Geographie
Die im Toggenburg auf halbem Weg zwischen Wil und Wildhaus liegende Gemeinde ist nach Einwohnern gemessen die zweitgrösste und nach Fläche viertgrösste Toggenburger Gemeinde und gilt als Hauptort des Toggenburgs. Wattwil hat eine Fläche von 51 km² und 8753 Einwohner.
Das Dorf liegt auf rund 610 m ü. M. an der Thur. Der höchste Punkt Wattwils ist der Tweralpspitz mit 1332 m ü. M., und der tiefste Punkt der Gemeinde befindet sich auf 590 m.
Zum Gemeindegebiet gehören die Dörfer Wattwil, Ricken sowie die Weiler bzw. Quartiere Bleiken, Scheftenau, Bunt, Hochsteig, Chrummbach/Heiterswil, Hummelwald, Schönenberg, Steintal, Laad, Ulisbach, Schmidberg und Hänsenberg sowie seit dem 1. Januar 2013 das Dorf Krinau.

## Klima
Für die Normalperiode 1991–2020 beträgt die Jahresmitteltemperatur 8,1 °C, wobei im Januar mit −1,1 °C die kältesten und im Juli mit 17,4 °C die wärmsten Monatsmitteltemperaturen gemessen werden. Im Mittel sind hier rund 123 Frosttage und 22 Eistage zu erwarten. Sommertage gibt es im Jahresmittel rund 37, während im Schnitt 5 Hitzetage zu verzeichnen sind. Die Messstation von MeteoSchweiz befindet sich in der Gemeinde Ebnat-Kappel, auf einer Höhe von 623 m ü. M., ca. 3,5 km südöstlich des Ortszentrums (Luftlinie).
|                        | Jan  | Feb  | Mär  | Apr  | Mai  | Jun  | Jul  | Aug  | Sep  | Okt  | Nov  | Dez  |   |       |
| Mittl. Temperatur (°C) | −1,1 | −0,1 | 3,8  | 7,8  | 12,1 | 15,7 | 17,4 | 16,9 | 12,7 | 8,5  | 3,3  | −0,2 | ⌀ | 8,1   |
| Mittl. Tagesmax. (°C)  | 3,1  | 4,6  | 9,2  | 13,8 | 17,9 | 21,4 | 23,3 | 23,0 | 18,4 | 13,7 | 7,7  | 3,8  | ⌀ | 13,4  |
| Mittl. Tagesmin. (°C)  | −4,8 | −4,7 | −1,4 | 1,6  | 5,9  | 9,8  | 11,5 | 11,3 | 7,6  | 4,2  | −0,4 | −3,8 | ⌀ | 3,1   |
|                        |      |      |      |      |      |      |      |      |      |      |      |      |   |       |
| Niederschlag (mm)      | 132  | 117  | 142  | 121  | 177  | 183  | 196  | 195  | 152  | 122  | 129  | 152  | Σ | 1818  |
|                        |      |      |      |      |      |      |      |      |      |      |      |      |   |       |
| Regentage (d)          | 12,1 | 10,9 | 13,1 | 11,7 | 14,0 | 14,4 | 14,3 | 13,5 | 11,1 | 10,7 | 11,4 | 13,9 | Σ | 151,1 |
|                        |      |      |      |      |      |      |      |      |      |      |      |      |   |       |
| Luftfeuchtigkeit (%)   | 88   | 86   | 82   | 78   | 78   | 77   | 78   | 81   | 85   | 88   | 90   | 90   | ⌀ | 83,4  |

| −4,8 |

| −4,7 |

| −1,4 |

| 1,6 |

| 5,9 |

| 9,8 |

| 11,5 |

| 11,3 |

| 7,6 |

| 4,2 |

| −0,4 |

| −3,8 |

| −4,8 |

| −4,7 |

| −1,4 |

| 1,6 |

| 5,9 |

| 9,8 |

| 11,5 |

| 11,3 |

| 7,6 |

| 4,2 |

| −0,4 |

| −3,8 |

## Geschichte
Das heutige Dorf Wattwil ist erstmals urkundlich fassbar als „Wattinwilare“, was als Hof eines alemannischen Siedlers namens „Watto“ gedeutet werden kann. Diese Urkunden von 897 berichten von einem Grundbesitz des Klosters St. Gallen, dessen jährliche Zinserträge an die Andreaskirche in „Wattwinwilare“ abgegeben werden mussten. Wattwil – 903 erstmals auch als Meierhof erwähnt – bildete das Zentrum der klösterlichen Herrschaft über die sog. Gotteshausleute im mittleren Toggenburg. Im Toggenburg unterstanden allerdings nicht alle Menschen als Gotteshausleute dem Kloster St. Gallen: Die Hofjünger waren Untertanen der Toggenburger Grafen. Beide Gruppierungen besassen jeweils ihre eigenen politischen Strukturen und ein eigenes Gericht. Heute sind zwei Strassen nach den beiden Gruppierungen benannt.
Um 1230 liess Heinrich von Iberg, ein fürstäbtlicher Ministeriale, die Burg Iberg erbauen. Sie wurde während den Appenzeller Kriegen zerstört und 1408 neu aufgebaut. Bis 1805 diente sie als Sitz der fürstäbtlichen Landvögte. 1468 wurde schliesslich die ganze Grafschaft Toggenburg (der letzte Toggenburger Graf Friedrich VII. starb 1436 ohne erbberechtigte Nachkommen) durch die Fürstabtei St. Gallen aufgekauft. Die klösterlichen Herrscher vereinheitlichten anschliessend die unterschiedlichen Untertanenverhältnisse und stellten die Gotteshausleute und die gräflichen Hofjünger einander in den Rechten gleich. Das Gericht zu Wattwil umfasste ab dann grosse Teile der heutigen Gemeinden Ebnat-Kappel bis Bütschwil. Die „Pfaffenwiese“ (heute Friedhof) bei der Kirche Wattwil diente darauf als Landsgemeinde- und Kriegssammelplatz sowie als Ort der Huldigung der Fürstäbte.
1529 führte der aus Lichtensteig stammende Pfarrer Mauriz Miles die Reformation in Wattwil ein. Die Bevölkerung, welche die religiösen Neuerungen mit grosser Mehrheit unterstützte, konnte sich in den anschliessenden Landsgemeinden gegen den katholischen Abt durchsetzen. Katholische Gottesdienste wurden erst 1593 wieder eingeführt. Dabei wurde die Wattwiler Kirche bis zum Neubau der katholischen Kirche 1967/68 paritätisch von beiden Konfessionen genutzt.
1621 wurde auf der Wenkenrüti das Kapuzinerinnenkloster St. Maria der Engel gebaut. Nach einem verheerenden Brand am vorherigen Standort auf der Pfanneregg (beim heutigen Vitaparcours) entstand dadurch in unmittelbarer Nähe Wattwils eine hervorragend erhaltene Klosteranlage mit einer hochbarocken Klosterkirche. Die Kapuzinerschwestern verliessen 2010 das Kloster.
Die Fürstabtei St. Gallen wollte im 17. Jahrhundert den Karrenweg über den Rickenpass zu einer Strasse ausbauen, um eine bessere Verbindung zwischen St. Gallen und der katholischen Innerschweiz zu gewährleisten. Die mehrheitlich reformierte Wattwiler Bevölkerung verweigerte deswegen die Fronarbeit, was die Toggenburger Wirren (1699 bis 1712) auslöste und in den 2. Villmergerkrieg führte. Eine Strasse über den Rickenpass wurde schlussendlich erst 1786 verwirklicht.
Nach dem Ende der Herrschaft der Fürstabtei St. Gallen wurde das Toggenburg am 1. Januar 1798 durch den letzten fürstäbtischen Landvogt Karl von Müller-Friedberg in die Unabhängigkeit entlassen. Die wenig später gegründete Helvetische Republik gliederte das Toggenburg allerdings bereits nach kurzer Zeit ein. Wattwil gehörte dabei mit dem Untertoggenburg zum neugeschaffenen Kanton Säntis, während das Obertoggenburg zum Kanton Linth gehörte. 1803 wurde das Toggenburg vereinigt dem wiederum neugeschaffenen Kanton St. Gallen zugeteilt.
Zwischen 1907 und 1914 wurde der Verlauf der durch Wattwil fliessenden Thur korrigiert. Diese 1. Thurkorrektion wurde durch Arnold Sonderegger geplant und brachte erhebliche Verbesserungen für die Entwicklung des Dorfes. So konnten nun die vorher nur schlecht gegen Hochwasser geschützten Talebenen intensiver bebaut werden. Eine 2. Thurkorrektion wurde 1983 realisiert.
Die herkömmliche und im Toggenburg sehr verbreitete Leinenweberei wurde ab 1750 durch die Baumwollmanufaktur verdrängt. Im 19. Jahrhundert nahmen mehr als ein Dutzend Betriebe in Wattwil ihre Arbeit auf. Von besonderer Bedeutung waren die Unternehmen von Abraham und Johann Rudolf Raschle sowie Johann Georg Anderegg. Im Jahr 1881 wurde in Wattwil die Toggenburger Webschule gegründet, aus welcher später die Schweizerische Textilfachschule hervorging. Im 20. Jahrhundert wurde vor allem die im Bereich des Textildrucks und der Textilfärbung tätige Heberlein & Co. (später Gurit-Heberlein AG) bedeutsam. Die 1835 von Georg Philipp Heberlein gegründete Garnfärberei wurde im weiteren Verlauf des 20. Jahrhunderts zu einem der bedeutendsten Schweizer Textilunternehmen und war weltweit bekannt für die Entwicklung der Helanca-Kunstfaser. Heberlein war der grösste Arbeitgeber der Region und prägte die Wirtschaft, Gesellschaft und Optik Wattwils stark mit. Als die Textilbranche in der Ostschweiz immer mehr in die Krise rutschte, wurde der Betrieb 2001 eingestellt.
Per 1. Januar 2013 fusionierten die politischen Gemeinden Wattwil und Krinau. Die Stimmberechtigten sprachen sich 2012 mit grosser Mehrheit für die Vereinigung aus.

## Öffentlicher Verkehr

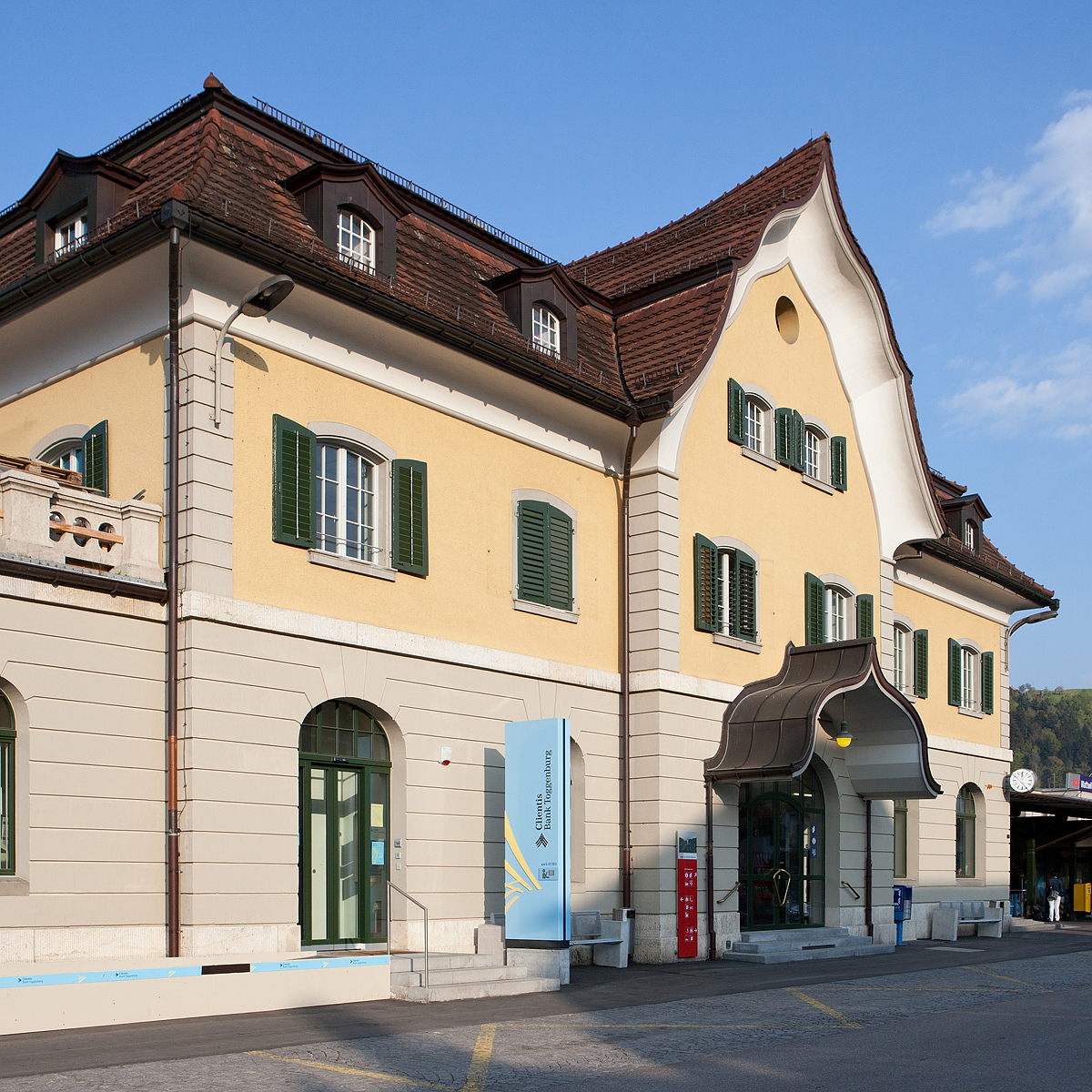
Als 1910 die BT und die Rickenbahn eröffnet wurden, bekam Wattwil einen neuen Bahnhof.

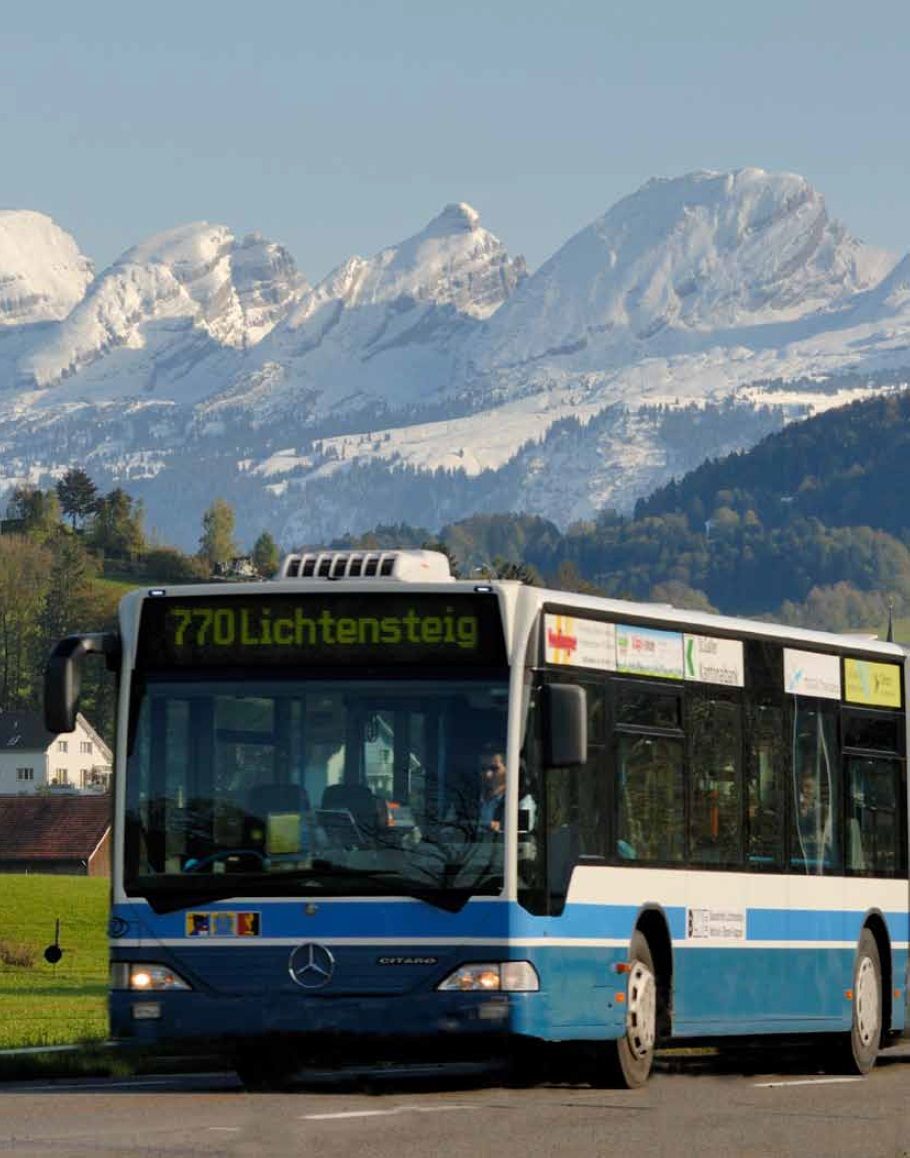
Bus des Busbetriebs Lichtensteig–Wattwil–Ebnat-Kappel (BLWE)

Seit die Toggenburgerbahn am 24. Juni 1870 auf der Strecke Wil–Ebnat-Kappel den Betrieb aufnahm, ist Wattwil von der Eisenbahn erschlossen. Als am 1. Oktober 1910 gemeinsam die Bodensee-Toggenburg-Bahn (BT) die Strecke Romanshorn–St. Gallen–Wattwil und die SBB die Rickenlinie Wattwil–Uznach eröffneten, wurde Wattwil zum Bahnknotenpunkt des Toggenburgs. Am 1. Oktober 1912 eröffnete die BT die Verlängerung der Toggenburgerbahn von Ebnat-Kappel ins Obertoggenburg nach Nesslau-Neu St. Johann.
Wattwil wird mit dem Voralpenexpress stündlich mit St. Gallen und Rapperswil–Luzern verbunden. Im Regionalverkehr wird Wattwil von den Linien S 4, S 8 und S 9 der S-Bahn St. Gallen bedient. Die Linie St. Gallen–Wattwil–Nesslau-Neu St. Johann mit dem Bahnhof Wattwil steht heute im Eigentum der Südostbahn (SOB), die Strecke Wattwil–Uznach–Rapperswil gehört den SBB.
Auf Wattwiler Gemeindegebiet liegen das Ostportal des 8,6 Kilometer langen Rickentunnels, das Westportal des Wasserfluhtunnels sowie der Bahnhof Lichtensteig.
Wattwil verfügt seit 1970 über einen Ortsbus des Busbetriebs Lichtensteig–Wattwil–Ebnat-Kappel (BLWE), der zwischen Ebnat-Kappel und Lichtensteig die verschiedenen Quartiere und Weiler erschliesst. Die Kurse der Schneider Busbetriebe verkehren über den Rickenpass nach Rapperswil. Postautokurse führen nach Hemberg und zeitweise über Nesslau-Neu St. Johann nach Wildhaus.

## Schulen
Wattwil ist ein bedeutender Schulstandort mit folgenden Einrichtungen:
- Kantonsschule Wattwil
- Berufs- und Weiterbildungszentrum Toggenburg
- Heilpädagogische Schule Toggenburg
- Schulheim Hochsteig
- Schweizerische Textilfachschule
- Volksschule mit mehreren Standorten, Aussenschulen und Kindergärten

## Sehenswürdigkeiten und Tourismus
Sehenswürdigkeiten von Wattwil sind unter anderem das Kloster St. Maria der Engel mit der hochbarocken Kirche (erbaut 1621), die Burgruine Iberg, alte Fabrikanten- und Bauernhäuser und die spätklassizistische Kubli-Kirche (heutige reformierte Kirche). Von der neueren Architektur ist u. a. die Markthalle Toggenburg (Architekt: Walter Bieler) sehenswert.
Durch das Gemeindegebiet verläuft der 60 Kilometer lange Thurweg, ein Wanderweg entlang der Thur von Wil nach Wildhaus. Ebenfalls mitten durch das Gemeindegebiet führt der Jakobsweg. Die Etappe zwischen Rorschach und Einsiedeln führt von St. Peterzell kommend über den Scherrer ins Dorf Wattwil und anschliessend weiter via Laad und Oberricken nach Walde und St. Gallenkappel.

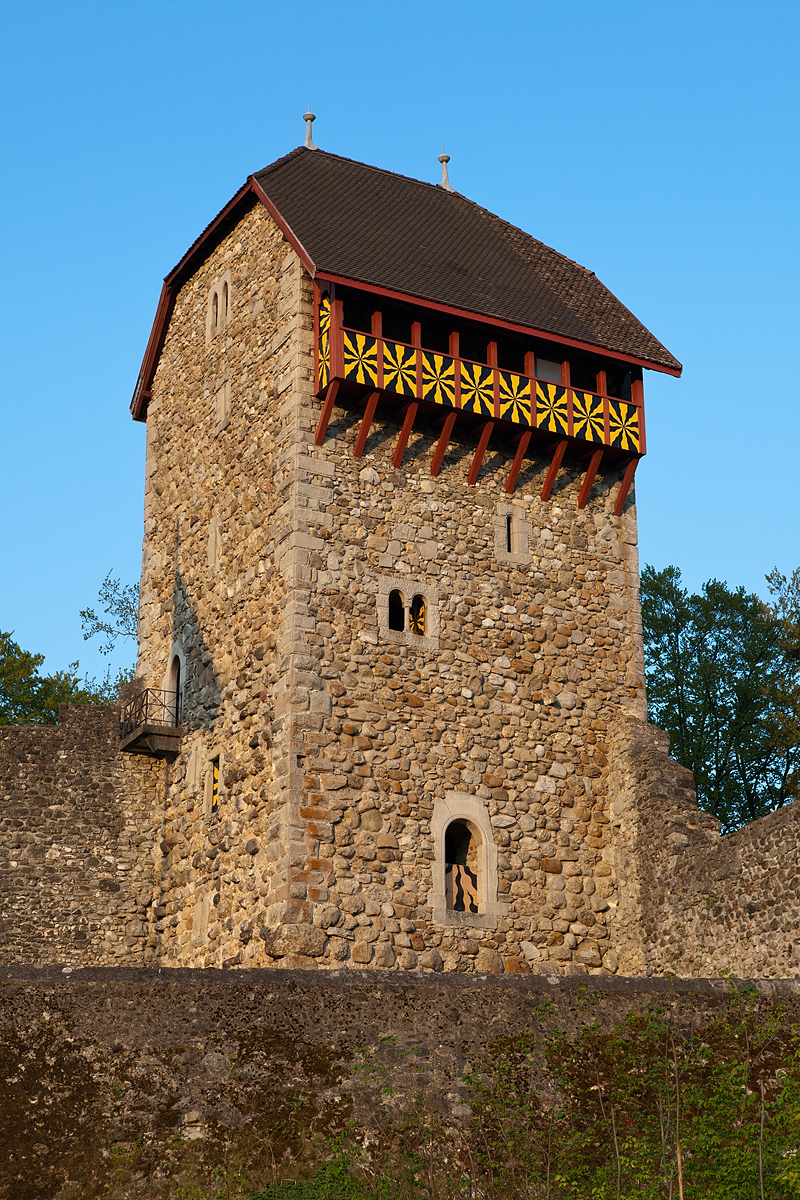
Burg Iberg
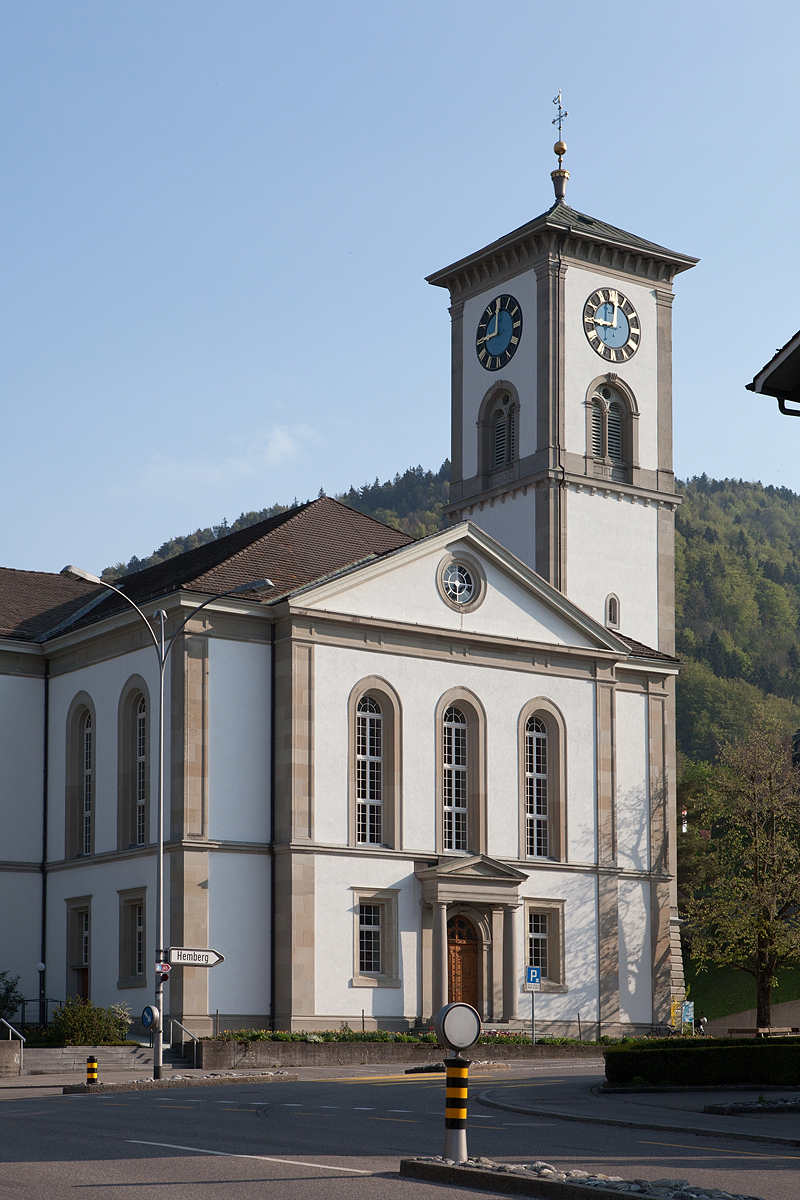
Reformierte Kirche
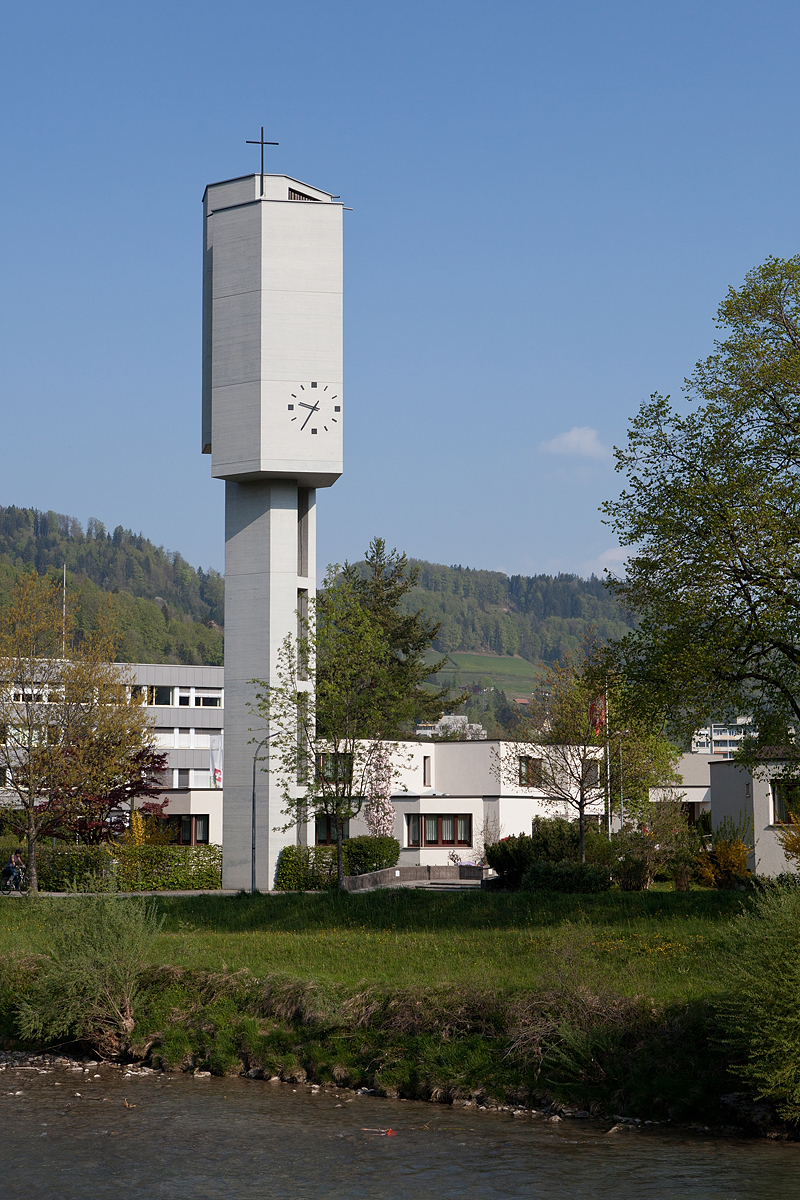
Katholische Kirche
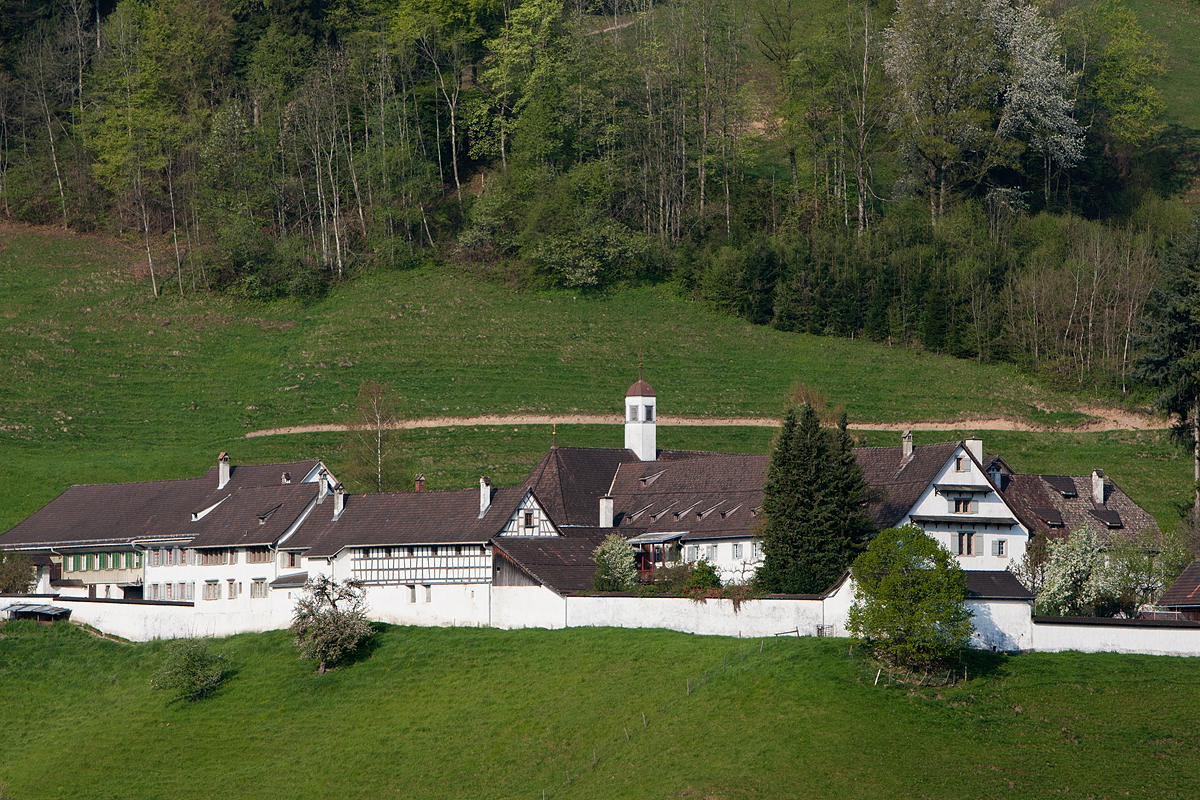
Kloster St. Maria der Engel
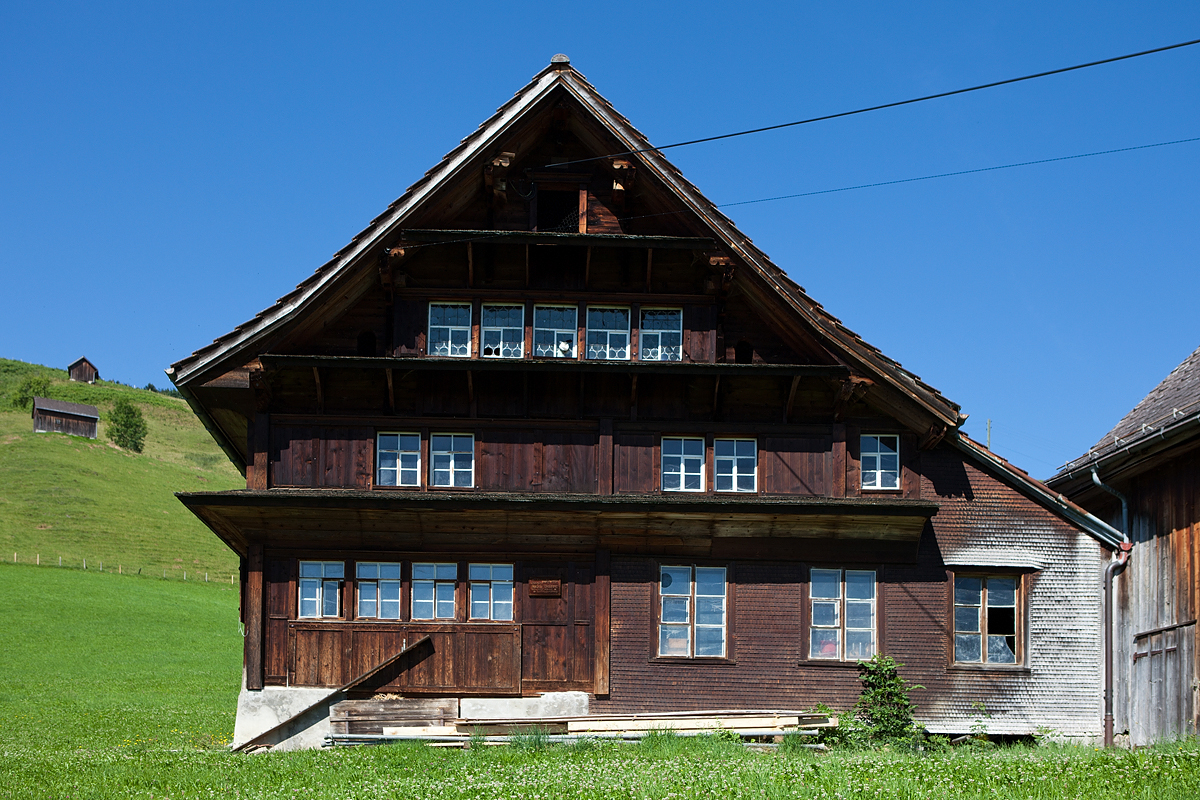
Geburtshaus von Ulrich Bräker

## Kultur
Das Chössi-Theater beim Bahnhof Lichtensteig ist ein Kleintheater, das seit der Gründung 1980 regelmässig Theater-, Kleinkunst-, Tanz- und Musikdarbietungen sowie vielfältige Eigenproduktionen anbietet. Das Theater verfügt im Saal über 130 Sitzplätze mit Sitzkissen (im Dialekt Chössi) sowie ein Restaurant. Es ist bei Künstlern wegen seiner intimen Atmosphäre beliebt. Betrieben wird es durch freiwillige Vereinsmitglieder. 2004 wurde der Verein durch die St. Gallische Kulturstiftung ausgezeichnet.

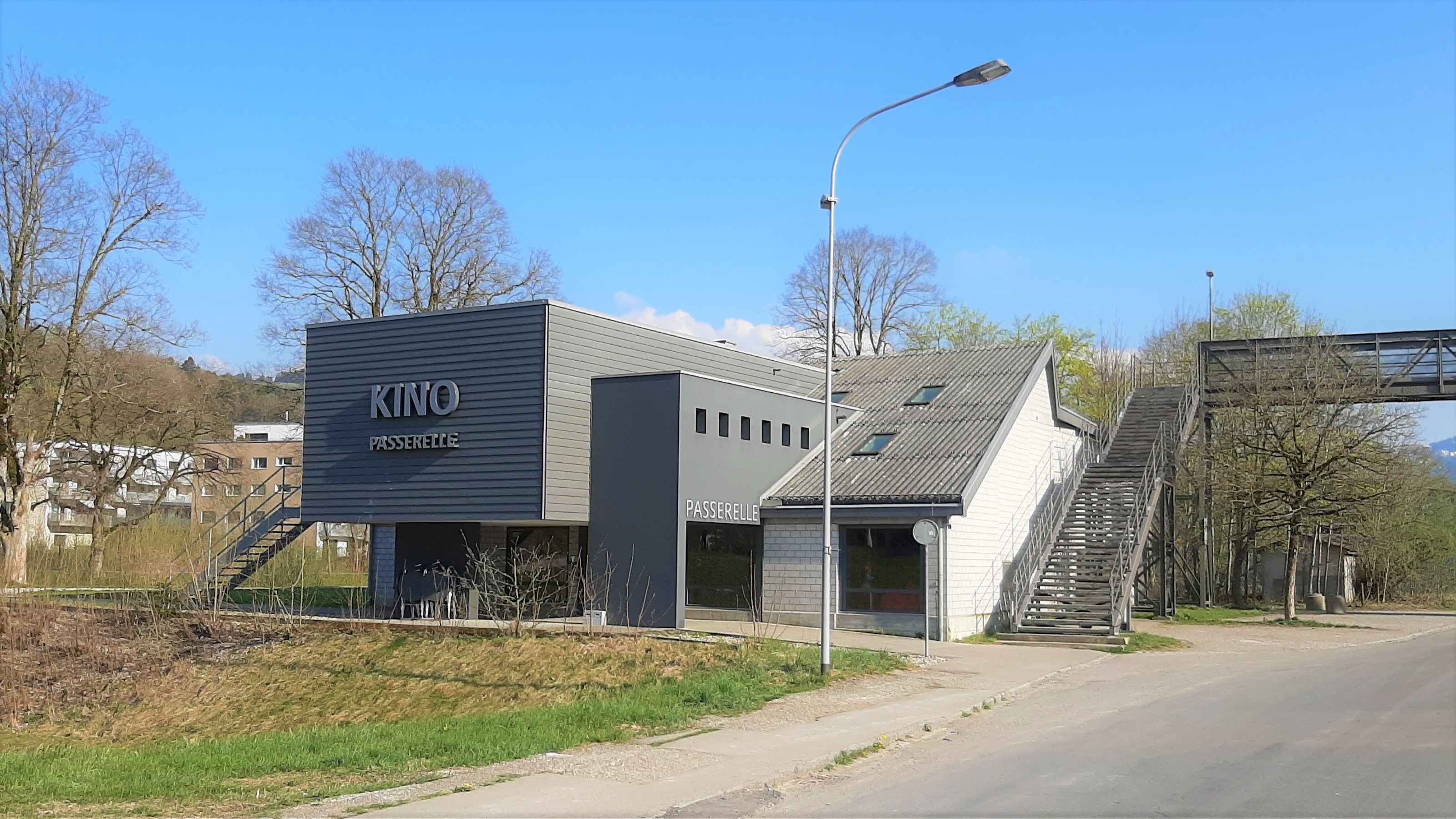
Kino Passerelle

Das Kino Passerelle zählt mit seinen täglichen Filmvorstellungen zu den kulturellen Institutionen des Toggenburgs und zeigt primär kulturelle Studio- und Arthouse-Filme, Dokumentarfilme, schweizerisches und regionales Filmschaffen sowie Unterhaltungsfilme. Parallel dazu finden verschiedene Veranstaltungen wie Autorenabende, Premièren und Themenabende mit Filmdiskussionen statt. Das 1990 eröffnete Genossenschaftskino wurde 2015 durch die St. Gallische Kulturstiftung für sein kulturelles Engagement ausgezeichnet. Es verfügt über zwei Vorstellungssäle mit je 116 und 49 Sitzplätzen.
Die Markthalle Toggenburg ist das grösste Veranstaltungslokal Wattwils und bietet Platz für über 2000 Personen. Nebst den wöchentlichen Viehmärkten und -auktionen finden in der Markthalle regelmässig Konzerte, Festivals, Partys, Gewerbeausstellungen und Versammlungen statt. Die 2005 eröffnete Halle ist ein bemerkenswerter Holzbau.

## Persönlichkeiten
- Elisabeth Spitzlin (1545–1611), Oberin des Klosters und Ordensgründerin
- Ulrich Bräker (1735–1798), Schriftsteller («Der arme Mann im Tockenburg»)
- Johann Ludwig Ambühl (1750–1800), Schriftsteller und Politiker der Helvetischen Republik
- Abraham Raschle (1792–1863), Politiker und Industrieller
- Johann Rudolf Raschle (1798–1867), Politiker und Industrieller
- Georg Philipp Heberlein (1805–1888), Färbermeister und Textilunternehmer
- Georg Friedrich Anderegg (1823–1883), Industrieller und Politiker
- Jost Winteler (1846–1929), Sprachwissenschafter und Kantonsschullehrer
- Eduard Heberlein (1874–1957), Chemiker und Industrieller
- Georges Heberlein (1874–1944), Chemiker, Politiker und Industrieller
- Paul Altheer (1887–1959), Schriftsteller und Radiomoderator
- Arthur Kobler (1905–2003), Historiker und Autor
- Willy Fries (1907–1980), Maler und Autor
- Leny Voellmy (1913–1984), Präsidentin des Internationalen Verbands für Hauswirtschaft
- Willy Herrmann (1917–1992), Politiker
- Hans A. Pestalozzi (1929–2004), Manager, Gesellschaftskritiker und Autor
- Angelo Pozzi (* 1932), Bauingenieur
- Milli Wittenwiler (* 1943), Politikerin und Landwirtin
- Paul Widmer (* 1949), Diplomat, Autor und Lehrbeauftragter
- Dani Solimine (* 1963), Jazzmusiker
- Urs Richle (* 1965), Schriftsteller
- Peter Weber (* 1968), Schriftsteller und Musiker
- Bo Wiget (* 1971), Cellist und Komponist
- Toni Brunner (* 1974), Politiker und Landwirt
- Barbara Weber (* 1975), Regisseurin, Kuratorin und Intendantin
- Jonas Frei (* 1979), Filmverleiher und Filmproduzent
- Christoph Eigenmann (* 1979), Skilangläufer
- OZ (* 1992), Musikproduzent
- Rahel Aschwanden (* 1993), Tischtennisspielerin
- Eva Bachmann (* 1995), Fussballspielerin
- Beda Klee (* 1996), Skilangläufer
- Kenzo Schällibaum (* 1998), Fussballspieler
- Leonidas Stergiou (* 2002), Fussballspieler